# Hypognatha maranon
Hypognatha maranon är en spindelart som beskrevs av Levi 1996. Hypognatha maranon ingår i släktet Hypognatha och familjen hjulspindlar.
Artens utbredningsområde är Peru. Inga underarter finns listade i Catalogue of Life.